# Festes del Ranxo
Les festes de lo Ranxo són festes tradicionals d'alguns pobles del Segre Mitjà, especialment a la vila de Ponts. Lo Ranxo és una escudella que es prepara el dimarts de Carnaval amb els aliments que dona la gent del poble. Segons l'organització local de les festes se'n serveixen unes 6.000 racions any rere any.

## Actes de la festa

### El Carnestoltes a Ponts
Una de les principals característiques del Carnaval pontsicà és el multitudinari àpat comunitari, obert a tothom, que té lloc el dimarts de Carnestoltes. Això no obstant, durant tota la setmana es realitzen diferents activitats artístiques, culturals i esportives que aglutinen associacions i gent de tot el municipi. És el cas de la celebració d'una rua popular de carrosses de Carnaval o dels diferents balls i concerts de música en viu de grups i bandes per a tots els gustos. Una de les activitats més conegudes és la del concurs de tapes per al cartell del Ranxo, aquesta consisteix en crear un disseny que faci honor a la festa. La portada guanyadora serà la que representarà el cartell del Ranxo aquell any. El primer esment escrit d'aquesta festa data de 1875.

### ElLali-lali
El dia abans de la festa del Ranxo pròpiament dita, el dilluns de Carnaval, es fa una recollida de menjar per tot el poble anomenada Lali-lali, que consisteix a passar pels carrers amb la companyia dels tambors de la vila a demanar els aliments pròpis de l'escudella, com poden ser la botiffara, fideus, carn de porc, vedella, cigrons, cols, patata, pollastre... i altre menjar per a l'endemà poder coure tot això a les calderes i servir el millor Ranxo. En la recollida un grup de músics, antigament eren els homes joves i la mainada, amenitza tots els carrers i places del poble amb cançons populars i de xaranga, com la del Lali-lali, per tal d'alertar als vilatans del pas del tractor que recull el menjar i, així, poder fer la seva donació altruista. Tot i que, fins fa ben poc, els pontsicans oferien els productes del seu hort o bestiar, ara la majoria d'aportacions són monetàries. Una cullera i una forquilla gegants precedeixen la comitiva que passa cantant tonades carnavalesques casa per casa.

### El dia delRanxo
Dimarts de Carnaval, l'últim dia abans de la quaresma, des de ben aviat, a la cèntrica avinguda de la Font de Valldans, quan el sol ja comença a presenciar-se sobre la vila, les cuineres i cuiners comencen a encendre la llenya i a condimentar la setantena d'enormes peroles d'aram d'on en sortirà el Ranxo. A poc a poc, el foc cou verdures, carns i bons aliments. Al poble s'oloren les flaires de l'escudella i molts aprofiten per anar a mercat a comprar o mirar a les parades de comestibles, roba, artesania i articles diversos, o a intentar vendre quelcom. És migdia, i els comensals, vilatans o forasters, es comencen a aglomerar amb les seves olles o recipients davant la gran cuina a l'aire lliure d'on hi ha filades d'olles plenes de Ranxo per a poder rebre la seva racció. Abans, però, el rector de la parròquia celebrarà la benedicció del menjar i les autoritats presents a l'acte el tast d'honor. Finalment, els milers d'assistents gaudiran d'un bon plat d'escudella de pagès.

## Història i llegenda de la festa
La cultura popular coincideix que l'origen dels ranxos populars, massius i gratuïts, com el de Ponts, és la sopa dels pobres, un àpat amb tall, que rebien els pobres a les portes de convents i mansions abans de Quaresma. Tot i que se sap que la tradició ve de més lluny, la primera referència escrita sobre el Ranxo de Ponts surt en una acta municipal de l'any 1875. Sense constància ferma, però amb l'aval de la tradició oral, sembla que l'inici de la seva festa va ser idea d'un pontsicà pobre, que quan aconseguí canviar el seu estatus i arreplegar una fortuna va organitzar un àpat que, amb l'aportació popular, oferís un plat calent als pobres de la vila.

## El secret delRanxo
Les festes del Ranxo es desenvolupen al voltant del plat del mateix nom, una escudella típica de Ponts, però també de pobles propers com Vilanova de l'Aguda o com el de Gualter, al municipi de la Baronia de Rialb, on es ve celebrant des de 1958 de manera ininterrompuda un gran dinar de germanor. Això no obstant, les receptes de cada poble tenen, segurament, alguna variant en ingredients i en la manera de cuinar.
A Ponts la recepta es ve seguint de la mateixa manera des dels seus inicis i els seus principals protagonistes són: carn de porc, de vedella i xai, i també cols, trumfos, cigrons, fesols, fideus, arròs, pollastre, gallina, botifarra i garrons de pernil que conformen una exquisida escudella de pagès que ha estevingut molt popular.